# Línea 130 (Tucumán)
La Línea 130 es una línea de colectivos interurbana operada por El Limón S.R.L. Esta conecta la Terminal de ómnibus de San Miguel de Tucumán con las localidades de Tafí Viejo, Villa Carmela y San José del Gran San Miguel de Tucumán.

## Recorrido

### Ramal San José[1][2]
Uttinger y 9 de Julio, por Uttinger, Av. Sáenz Peña, Av. Alem, Alsina, Rivadavia, Junín, Maipú, Av. Independencia, Constitución, M. Avellaneda, Av. Roca, Corrientes, La Rioja, M. Pedraza, Av. Roca, Ruta 315, Camino del Perú, Av. Mate de Luna, Prospero Mena, C. Álvarez, Alberdi, Gral. Paz, José Ingenieros, Av. Bdo. Terán, Estación Central, Av. B. Terán, D. Garcia, Las Piedras, Las Heras, Bolívar, Ayacucho, Lamadrid, Bernabé Aráoz, San Lorenzo, Av. Alem, Av. Mate de Luna, Camino del Perú, Ruta 315, Av. Roca, Manuela Pedraza, La Rioja, Salta, Av. Roca, Av. del Perú, 9 de Julio, Monteagudo, Av. del Perú, Rivadavia, Sgto. Cabral, San Martín, Uttinger.

### Ramal Ruta 9[3][4]
Av. Brígido Terán, D. García, Av. Sáenz Peña, Av. Avellaneda, Marcos Paz, Santa Fe, Av. República de Siria, Dávalos, Av. Siria, México, Diagonal Lisandro de la Torre, Ruta Nacional 9, Andrés Chazarreta, Osvaldo Costello, 24 de septiembre, Congreso, Av. Hipólito Yrigoyen, Pedro Miguel Aráoz, Sargento Cabral, Reconquista, Av. del Perú Norte, Av. Alem, Chacabuco, Rivadavia, Sargento Cabral, San Martín, Av. del Perú Sud, Av. Roca, Av. Independencia, Osvaldo Costello, Andrés Chazarreta, Av. Constitución, Ruta Nacional 9, Diagonal Lisandro de la Torre, Av. Siria, Salta, Santiago del Estero, José Colombres, Alberdi, General Paz, Av. Sáenz Peña, Terminal de ómnibus.

## Lugares de Interés
- Plaza Alberdi
- Plaza Yrigoyen
- Plaza Bartolomé Mitre
- Casa de la Historia y la Cultura del Bicentenario